# Anginopachria prudeki
Anginopachria prudeki är en skalbaggsart som beskrevs av Wewalka, Balke, Hájek och Lars Hendrich 2005. Anginopachria prudeki ingår i släktet Anginopachria och familjen dykare. Inga underarter finns listade i Catalogue of Life.